# إيوسف قافريلوفيتش ياسمان
الأكاديمي «إيوسف قافريلوفيتش ياسمان»(1868 م - 1955 م)
عالم مرموق متخصص في مجال الهيدروليكا (علم حركة السوائل). أحد مؤسسي أكاديمية العلوم الوطنية الأذربيجانية (1945 م)، وعضو عامل بها. تولى منصب مدير معهد الطاقة التابع لأكاديمية العلوم الوطنية الأذربيجانية (1945 م – 1955 م). مؤسس بعض الفروع العلمية الخاصة بالطاقة والهيدروليكا والمواد المتعلقة بها.
حاصل على لقب «الجدارة العلمية» عام (1927 م).